# Leuchtturm von Genua
Der Leuchtturm von Genua (Italienisch: Torre della Lanterna di Genova) ist der Hafenleuchtturm der ligurischen Regionalhauptstadt Genua.
Neben seiner Funktion als nächtliche Navigationshilfe ist der Leuchtturm zum Hauptsymbol der Hafenstadt Genua geworden.
Der Turm selbst steht auf dem Hügel von San Benigno in der Nähe des Stadtteils Sampierdarena. Mit seiner Höhe von 76 Metern ist er der höchste Leuchtturmbau Europas. Er besteht aus zwei Steinquadern und verfügt über zwei Aussichtsplattformen.

## Geschichte

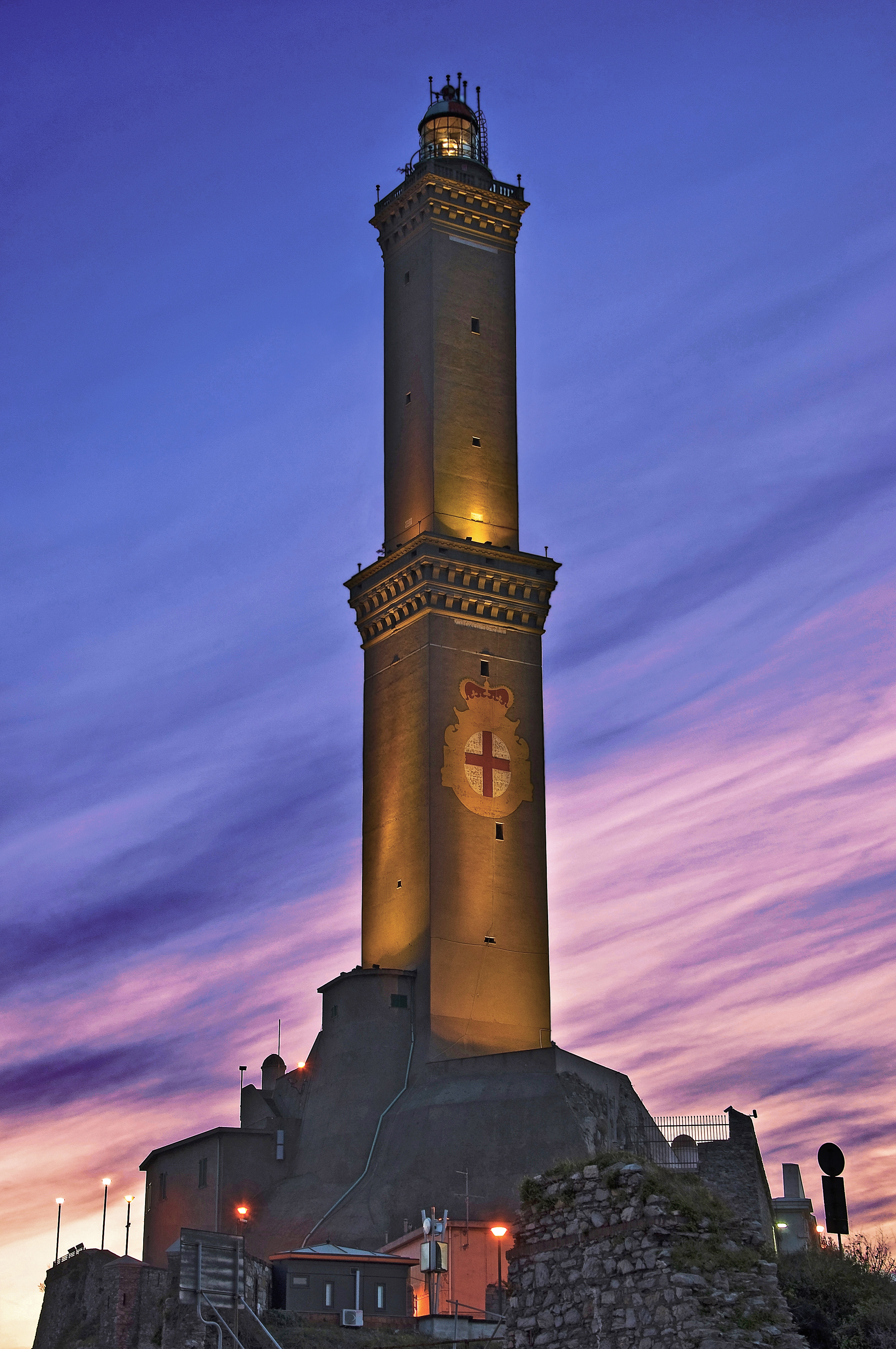
Der Torre della Lanterna bei Nacht

Der erste Turm an dieser Stelle wurde um 1128 erbaut. Er setzte sich aus drei zinnengeschmückten Teilen zusammen und hatte ungefähr dieselbe Höhe wie der heutige Turm. Als Leuchtsignal wurde anfangs ein offenes Feuer genutzt. Ab 1326 wurde eine Öllaterne verwendet. Beim Kampf der Genuesen gegen französische Truppen wurde der Turm 1506 schwer beschädigt. Im Jahr 1543 wurde er in seiner heutigen Form wieder aufgebaut. 1840 wurde eine sich drehende Leuchtfeueroptik mit Fresnel-Linsen eingebaut. Das Leuchtsystem wurde 1881 und 1913 verbessert und erreichte schließlich eine Leuchtstärke von 520.000 IK. 1936 wurde der Leuchtturm elektrifiziert, seine Leuchtstärke erreichte 745.000 IK. Nach Beschädigungen im Zweiten Weltkrieg wurde der Turm 1956 wiederhergestellt.
Das Stadtderby der beiden Genueser Fußballvereine CFC Genua und Sampdoria Genua trägt den Namen Derby della Lanterna nach dem Wahrzeichen der Stadt.

## Daten
|                                      | Höhe in Metern   |
| ------------------------------------ | ---------------- |
| Felsen                               | 41               |
| Basisturm                            | 36               |
| Hauptturm                            | 33,95            |
| Aufbau                               | 7,05             |
| Gesamthöhe                           | 76               |
| Gesamthöhe ab Meeresniveau           | 117              |
|                                      | Breite in Metern |
| Basisturm                            | 9                |
| Hauptturm                            | 7                |
|                                      | Anderes          |
| Mauerstärke des Basisturms in Metern | 2,6              |
| Gesamtzahl der Stufen                | 365              |

## Betrieb
Der Leuchtturm wird vom Comando di Zona Fari der Italienischen Marine, mit Sitz in La Spezia betrieben. Die Marine betreibt seit 1910 alle der sich an der 8000 Kilometer langen italienischen Küste befindlichen Leuchttürme, davon 128 Großleuchttürme.

## Besichtigung
Die Besichtigung des Leuchtturmes ist nur an Freitagen, Samstagen, Sonntagen und Feiertagen im Zeitraum von 10:00 bis 18:00 Uhr möglich. Der letzte Einlass ist um 17:30 Uhr. Bei Wetteralarm und/oder Gewittern werden die Besuche ausgesetzt.

## Museum

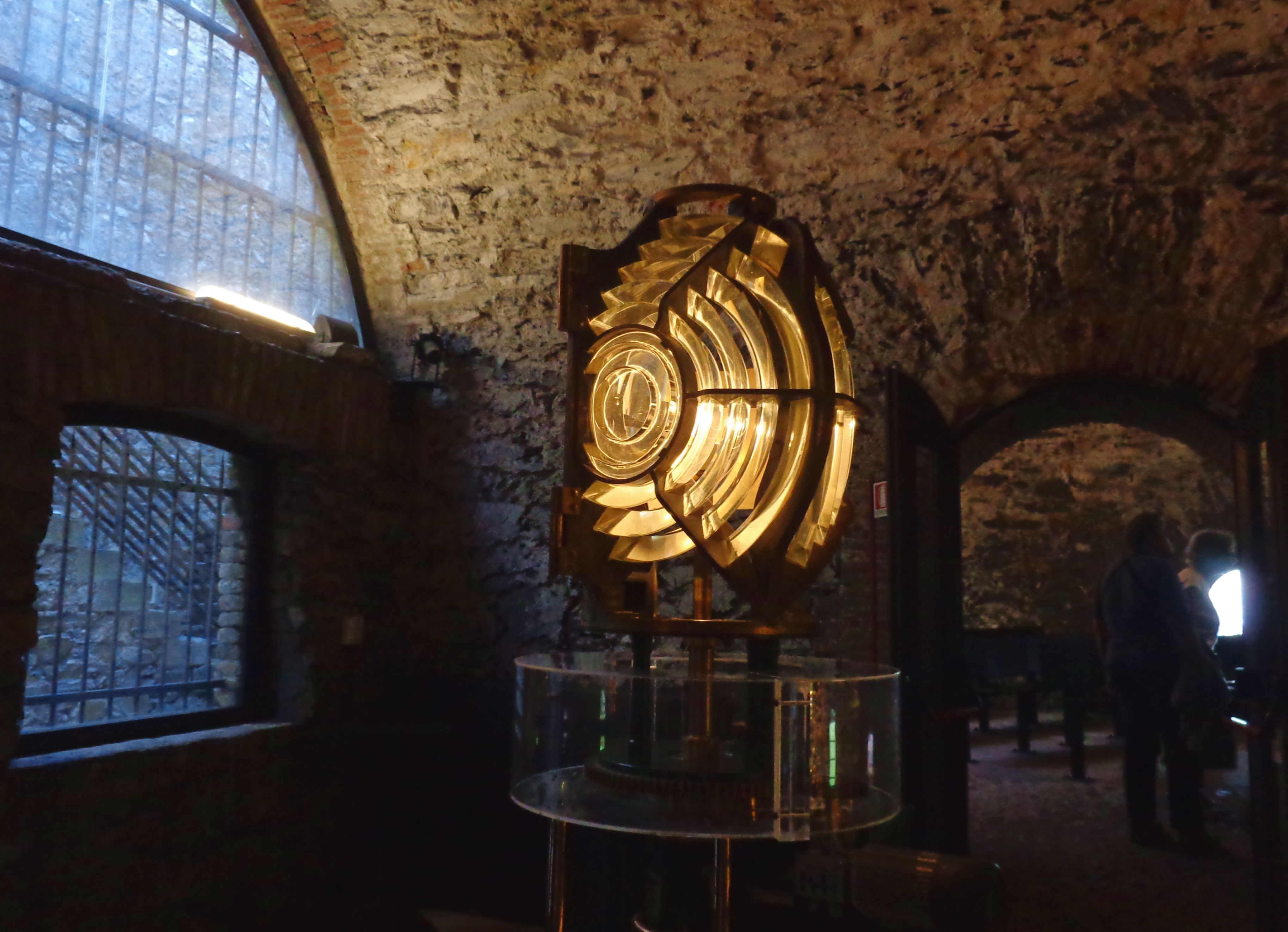
Fresnel-Linse des Torre della Lanterna

Beim Leuchtturm befindet sich das 2006 eröffnete Museo della Lanterna. Es stellt sowohl die Geschichte der Stadt und des Hafens dar, als auch die der Schifffahrtszeichen. Dargestellt wird unter anderem die Funktionsweise der Fresnel-Linse. Die Museumsräume werden auch für zeitlich begrenzte thematische Ausstellungen genutzt.